# GOLD (漫画)
『GOLD』（ゴールド）は、山本隆一郎による日本の青年漫画作品。

## 概要
『ヤングキング』（少年画報社）にて2001年3号から2006年9号まで連載。単行本は全16巻。

## 登場人物
- 南昴（スバル）
- 周防直樹（スー）
- 三沢耕太（コータ）

## 書誌情報
- 山本隆一郎 『GOLD』 少年画報社〈YKコミックス〉、全16巻
  - 1巻 2001年6月発行[1]、ISBN 978-4-7859-2085-2
  - 2巻 2001年9月発行[2]、ISBN 978-4-7859-2110-1
  - 3巻 2002年1月発行[3]）、ISBN 978-4-7859-2146-0
  - 4巻 2002年6月発行（2002年5月11日発売[4]）、ISBN 978-4-7859-2185-9
  - 5巻 2002年9月発行（2003年8月7日発売[5]）、ISBN 978-4-7859-2219-1
  - 6巻 2003年4月発行（2003年2月26日発売[6]）、ISBN 978-4-7859-2257-3
  - 7巻 2003年9月発行（2003年7月24日発売[7]）、ISBN 978-4-7859-2333-4
  - 8巻 2004年1月発行（2003年11月28日発売[8]）、ISBN 978-4-7859-2377-8
  - 9巻 2004年3月発行[9]、ISBN 978-4-7859-2403-4
  - 10巻 2004年11月発行（2004年9月27日発売[10]）、ISBN 978-4-7859-2464-5
  - 11巻 2005年1月発行（2004年12月8日発売[11]）、ISBN 978-4-7859-2490-4
  - 12巻 2005年6月発行（2005年04月25日発売[12]）、ISBN 978-4-7859-2533-8
  - 13巻 2005年12月発行（2005年10月24日発売[13]）、ISBN 978-4-7859-2584-0
  - 14巻 2005年12月発行（2005年10月24日発売[14]）、ISBN 978-4-7859-2585-7
  - 15巻 2006年4月発行（2006年3月10日発売[15]）、ISBN 978-4-7859-2620-5
  - 16巻 2006年6月発行（2006年5月10日発売[16]）、ISBN 978-4-7859-2639-7

### 廉価版コミックス
- 山本隆一郎 『GOLD』 少年画報社〈YKベスト〉
  - ナニワ“ごんたくれ”疾走!!編 2011年12月発行（2011年11月19日発売[17]）、ISBN 9784785937386
  - 凄絶・大阪喧嘩最前線!!編 2012年1月発行（2011年12月19日発売[18]）、ISBN 978-4-7859-3754-6
  - 大阪不良界争乱炎上!!編 2012年2月発行（2012年1月19日発売[19]）、ISBN 978-4-7859-3773-7
  - 大阪暗黒社会跡目抗争!!編 2012年3月発売（2012年2月20日発売[20]）、ISBN 978-4-7859-3789-8
  - 逆襲の大阪喧嘩キング!!編 2012年4月発行（2012年3月19日発売[21]）、ISBN 978-4-7859-3806-2
  - 大阪魂完全燃焼!!編 2012年5月発行（2012年4月19日発売[22]）ISBN 978-4-7859-3827-7
  - 大阪青春夏の陣 2018年9月4日発売[23]、ISBN 978-4-7859-6279-1 　
  - 裏社会成り上がり編 2018年10月4日発売[24]、ISBN 978-4-7859-6301-9
  - ぶつかる未来編 2018年11月5日発売[25]、ISBN 978-4-7859-6322-4